# 索克森特鎮區 (明尼蘇達州斯特恩斯縣)
索克森特鎮區（英語：Sauk Centre Township）是位於美國明尼蘇達州斯特恩斯縣的一個行政鎮區。

## 地方資料
索克森特鎮區的面積為97.93平方千米，當中陸地面積為92.88平方千米，而水域面積為5.05平方千米。根據2020年美國人口普查的數據，當地共有人口1180人，而人口密度為每平方千米12.05人。